# Cymothoe okomu
Cymothoe okomu är en fjärilsart som beskrevs av Jacques Hecq och Larsen 1997. Cymothoe okomu ingår i släktet Cymothoe och familjen praktfjärilar. Inga underarter finns listade i Catalogue of Life.